# Laranjada
Laranjada é um refrigerante com sabor a laranja, produzido e distribuído pela Empresa de Cervejas da Madeira, empresa pertencente ao Grupo Pestana.

## História
Lançada em 1872 (14 anos antes da Coca-Cola), é comercializado em todo o arquipélago da Madeira, nos bares, restaurantes e supermercados. Sendo considerada uma das bebidas mais populares na região.